# Letectvo Španělské republiky

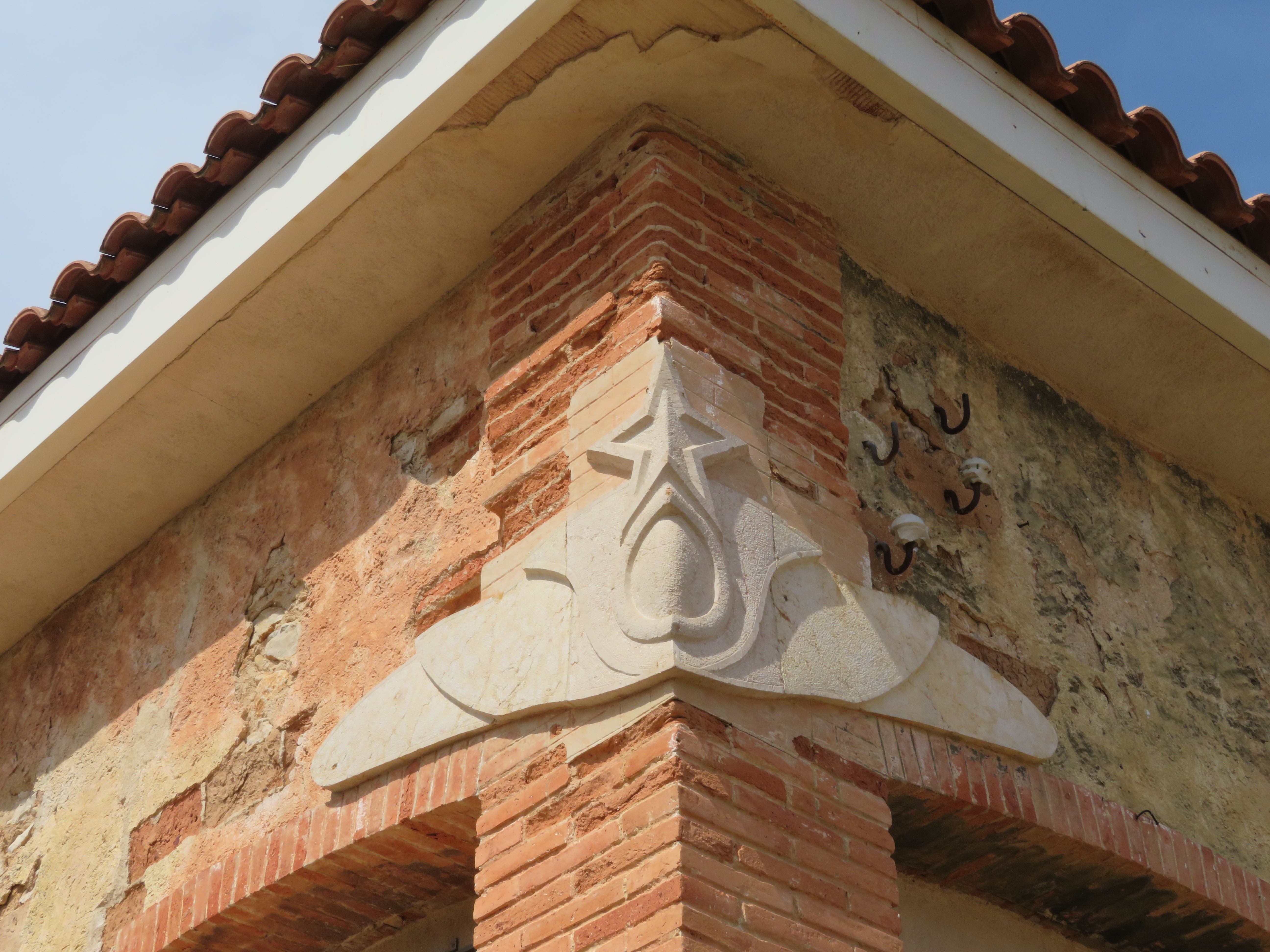
Letectvo Španělské republiky, La Cenia

Letectvo Španělské republiky (španělsky Fuerzas Aéreas de la República Española, zkratkou FARE) byly vzdušné síly druhé Španělské republiky, státního zřízení Španělska legálně existujícího v letech 1931–1939. Bylo také známé pod přezdívkou „La Gloriosa“ („Slavná“). Toto zaniklé letectvo je dobře známé svou intenzivní účastí ve španělské občanské válce v době od května 1937, kdy vzniklo sloučením armádních leteckých sil Aeronáutica Militar a námořních Aeronáutica Naval, až do svého zániku v roce 1939.

## Bitvy
- Bitva o Mallorku
- Bitva o Madrid (1936)
- Jaramská ofenzíva
- Guadalajarská ofenzíva
- Segovijská ofenzíva
- Brunetská ofenzíva
- Bitva o Teruel
- Bitva na řece Ebro
- Bombardování Cabra
- Bitva o Katalánsko
- Bitva o Madrid (1939)

## Letadla

### Víceúčelové letouny

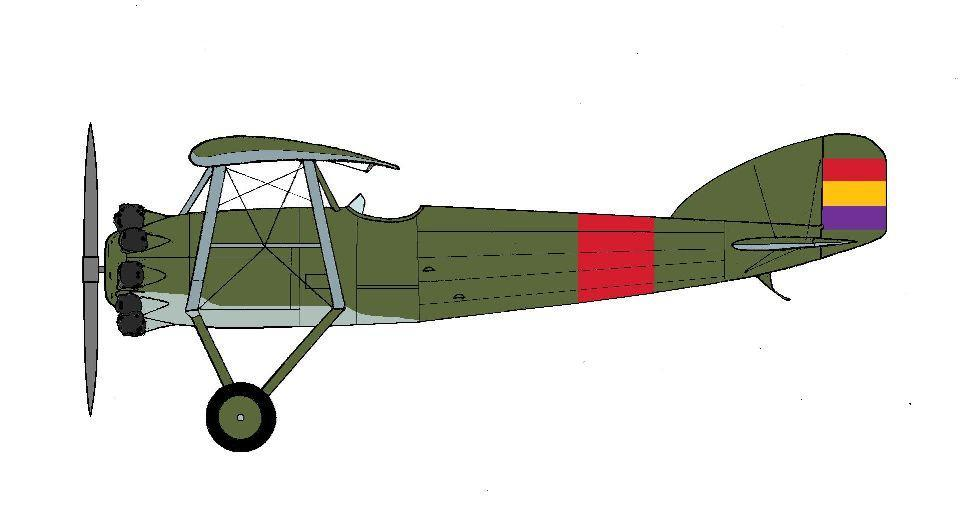
Gourdou-Leseurre LGL-32

- Beechcraft Staggerwing
- Breguet 19
- Gourdou-Leseurre LGL-32
- Potez 25
- Vickers Vildebeest

### Bombardéry

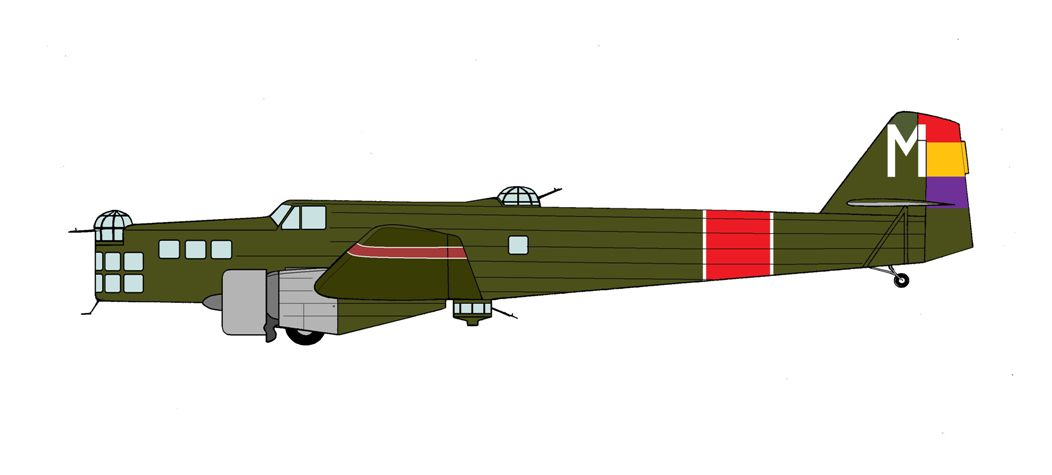
Bloch MB.210

- Bloch MB.200[1]
- Bloch MB.210
- Fokker F.IX[2]
- Hawker Osprey
- Macchi M.18
- Polikarpov R-Z
- Potez 540
- Tupolev SB-2

### Stíhací letouny

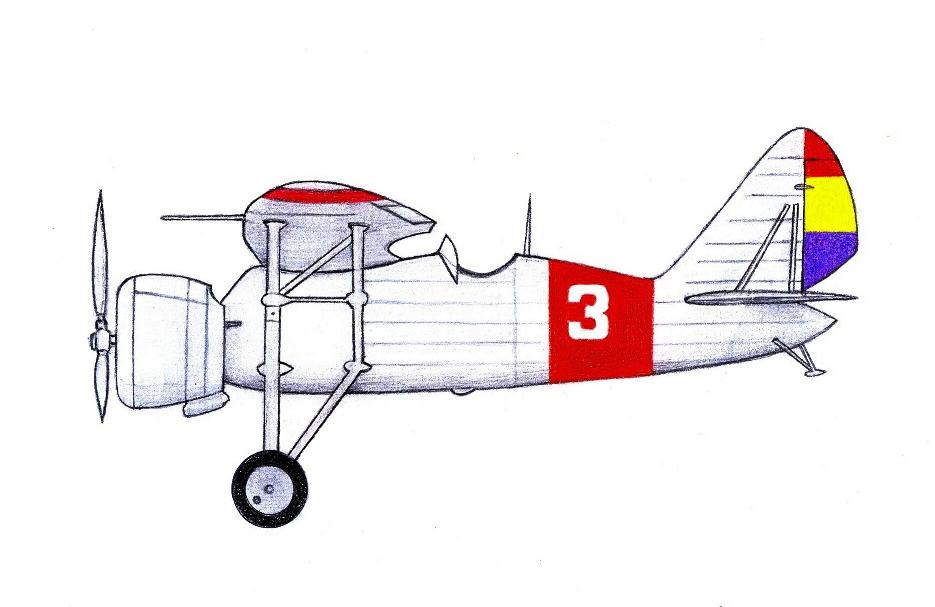
Loire 46

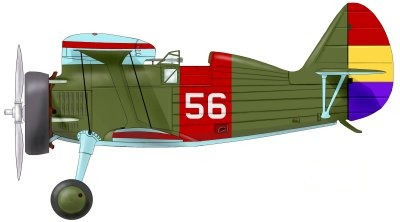
Polikarpov I-15

- Avia BH-33E[3]
- Blériot-SPAD S.510
- Boeing Model 281
- Bristol Bulldog
- Dewoitine D.372
- Dewoitine D.510
- Focke-Wulf Fw 56
- Fokker D.XXI
- Grumman G-23 Delfín
- Hawker Fury
- Letov Š-131
- Letov Š-231
- Letov Š-331
- Loire 46
- Martinsyde F.4 Buzzard
- Nieuport-Delage NiD.52
- Polikarpov I-15 Chato
- Polikarpov I-16 Mosca

### Hlídkové a pozorovací letouny

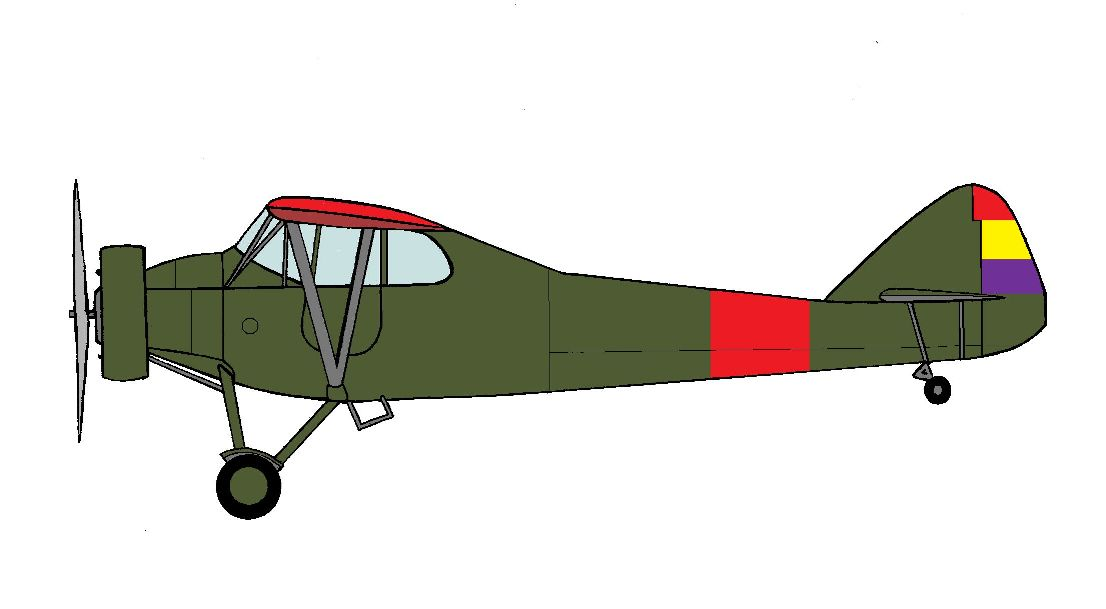
Potez 58

- Dornier Do J
- Fokker C.X
- Latécoère 28
- Lockheed Orion
- Macchi M.18
- Miles M.3 Falcon
- Potez 58
- RWD-9
- Sikorsky S-38B

### Průzkumné letouny

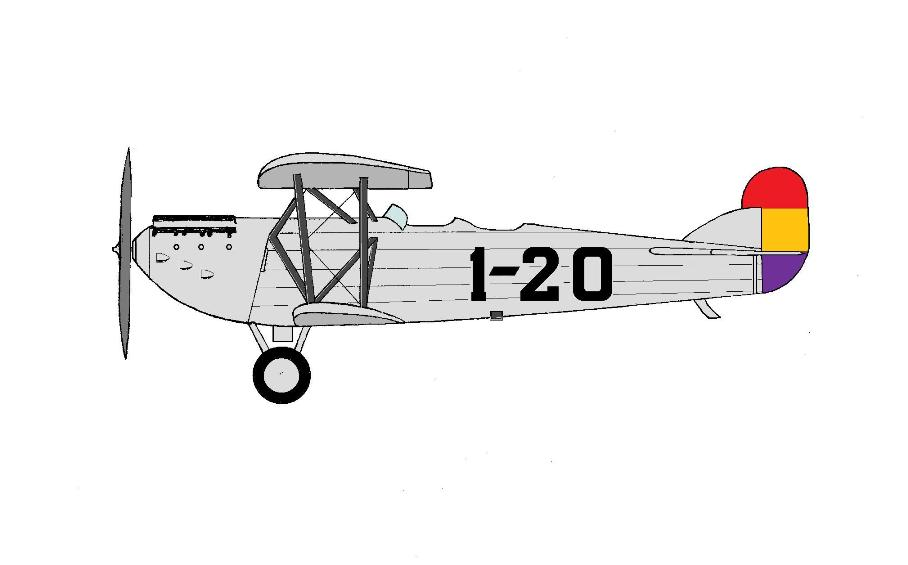
Loring R-III

- Aero A-101
- Bellanca CH-300
- Koolhoven F.K.51
- Loring R-III
- Polikarpov R-5
- Savoia-Marchetti SM.62
- Seversky SEV-3
- Spartan Executive

### Cvičné letouny

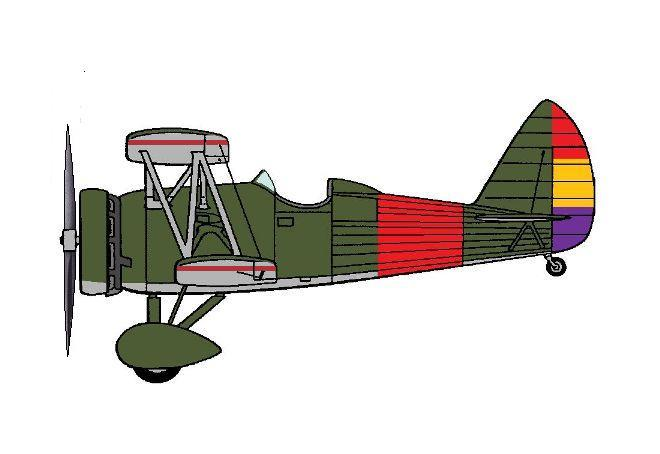
Romano R.83

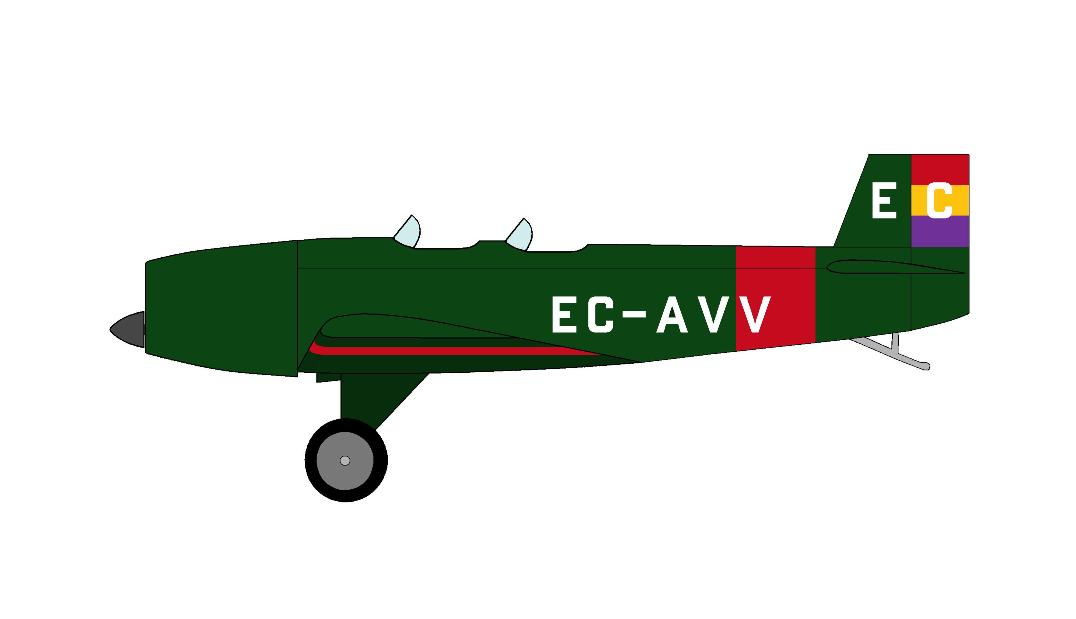
Farman F.354

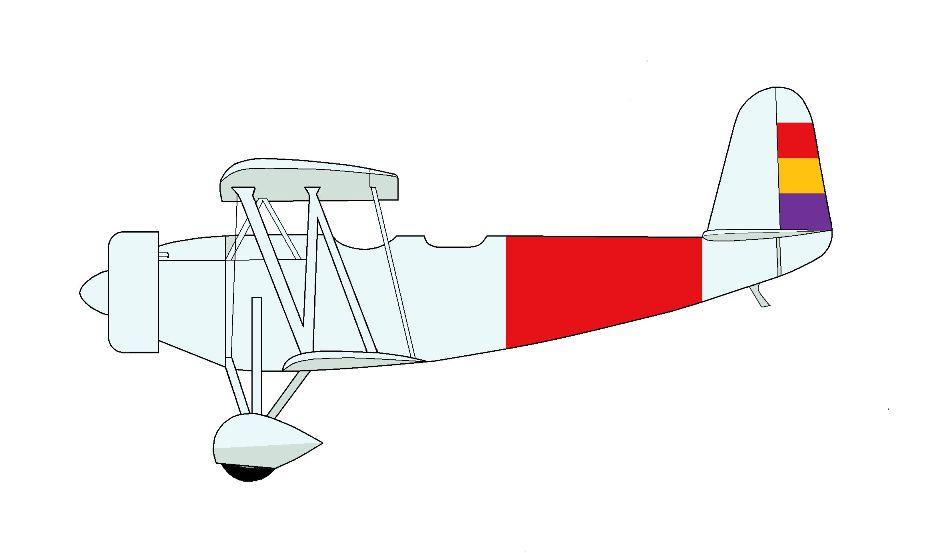
SAB-SEMA 12

- Avro 594
- Avro 626
- Avro 643 Cadet
- Bücker Bü 133 Jungmeister[4]
- CASA III
- Caudron C.270
- de Havilland DH.60 Moth Major[4]
- de Havilland DH.82 Tiger Moth
- Farman F.354
- Farman F.480 Alizé
- González Gil-Pazó GP-1
- Hispano-Suiza E-30
- Hispano-Suiza E-34
- Miles M.2 Hawk Trainer
- Morane-Saulnier MS.230
- Romano R.82
- Romano R.83
- Romano R.92
- SAB-SEMA 12
- Stampe et Vertongen RSV.32

### Transportní letouny
- Airspeed AS.6 Envoy
- Airspeed AS.8 Viceroy
- Avia 51
- Bellanca CH-300
- Blériot-SPAD S.56
- Breguet 470
- British Aircraft Eagle
- Caudron C.440
- Caudron C.600 Aiglon
- Consolidated Fleetster
- Couzinet 101
- de Havilland DH.89M
- Douglas DC-1
- Douglas DC-2
- Farman F.402
- Farman F.430
- Fokker F.VII.3m/M
- Fokker F.XX
- Ford 4-AT Tri-Motor[5]
- General Aircraft ST-25
- Junkers K 30
- Latécoère 28
- Lioré et Olivier LeO 213

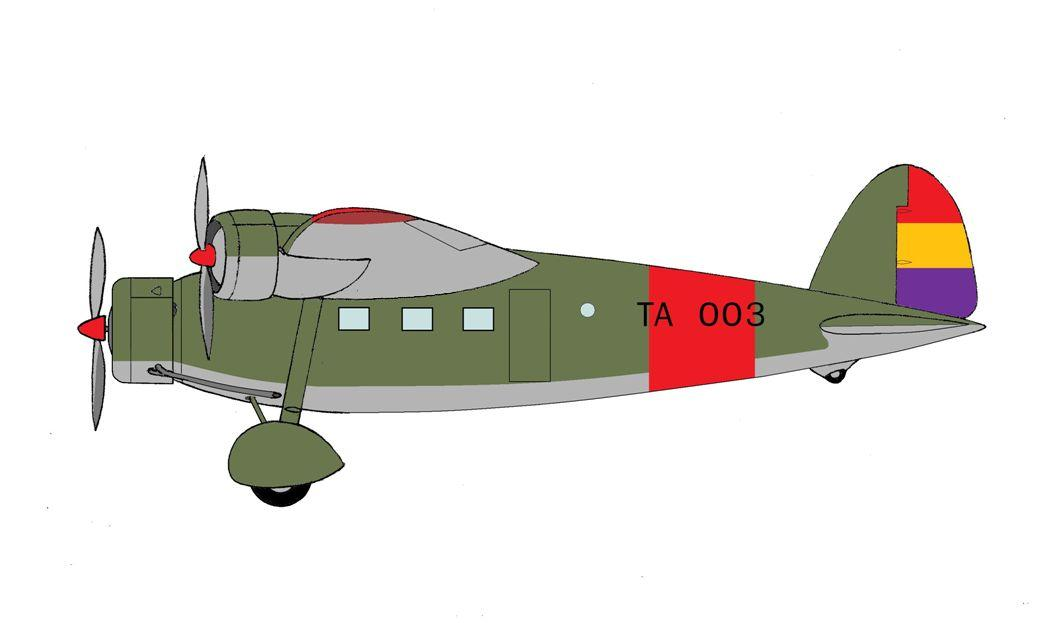
Avia 51

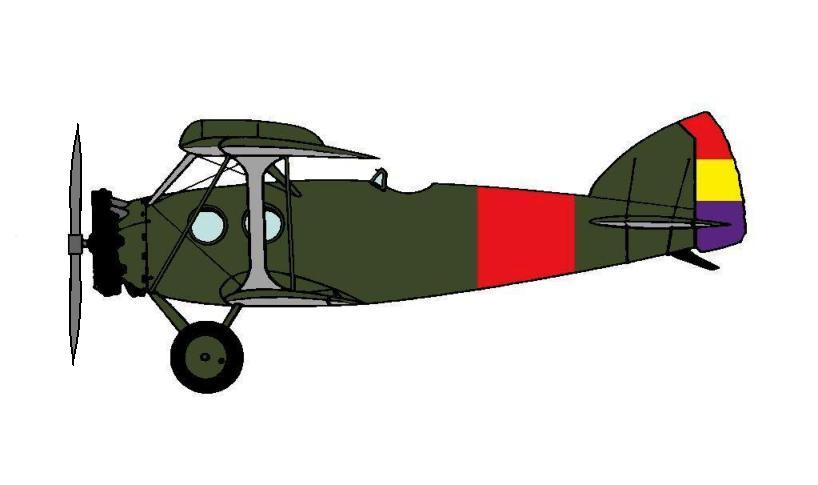
Blériot-SPAD S.56-6

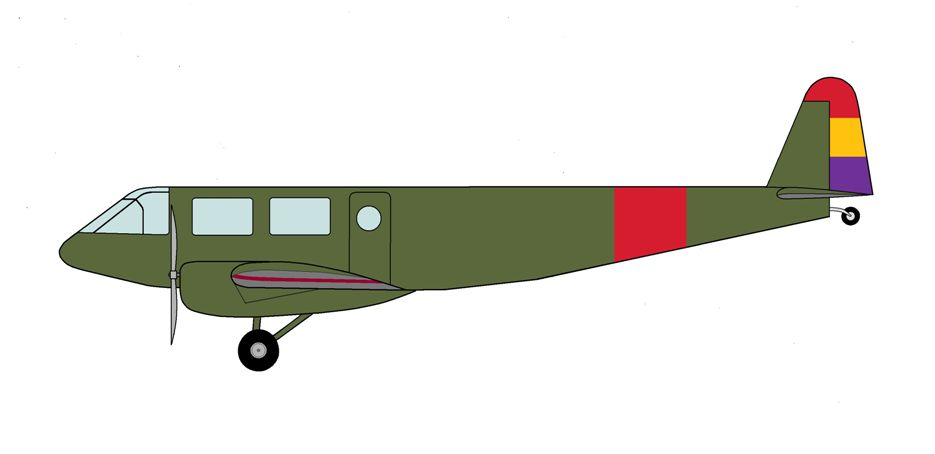
Farman F.430

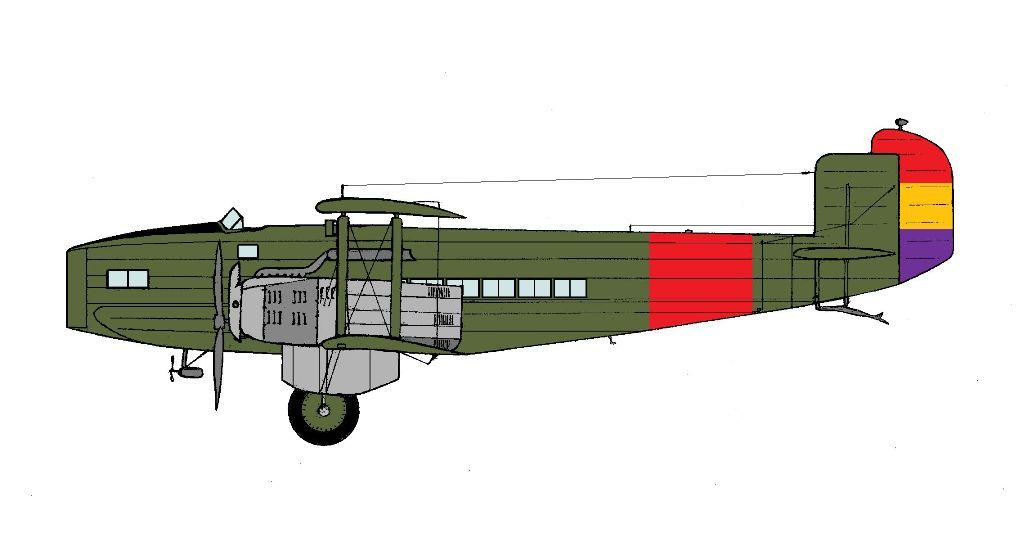
Lioré et Olivier LeO 21

- Lockheed 9B Orion – dva stroje (s/n 189 a 190) zakoupeny od Swissairu v letech 1935/1936. Jejich další osud není znám.
- Northrop Delta
- Northrop Gamma
- Vultee V-1